# خودرو ۱-لیتری فولکس‌واگن

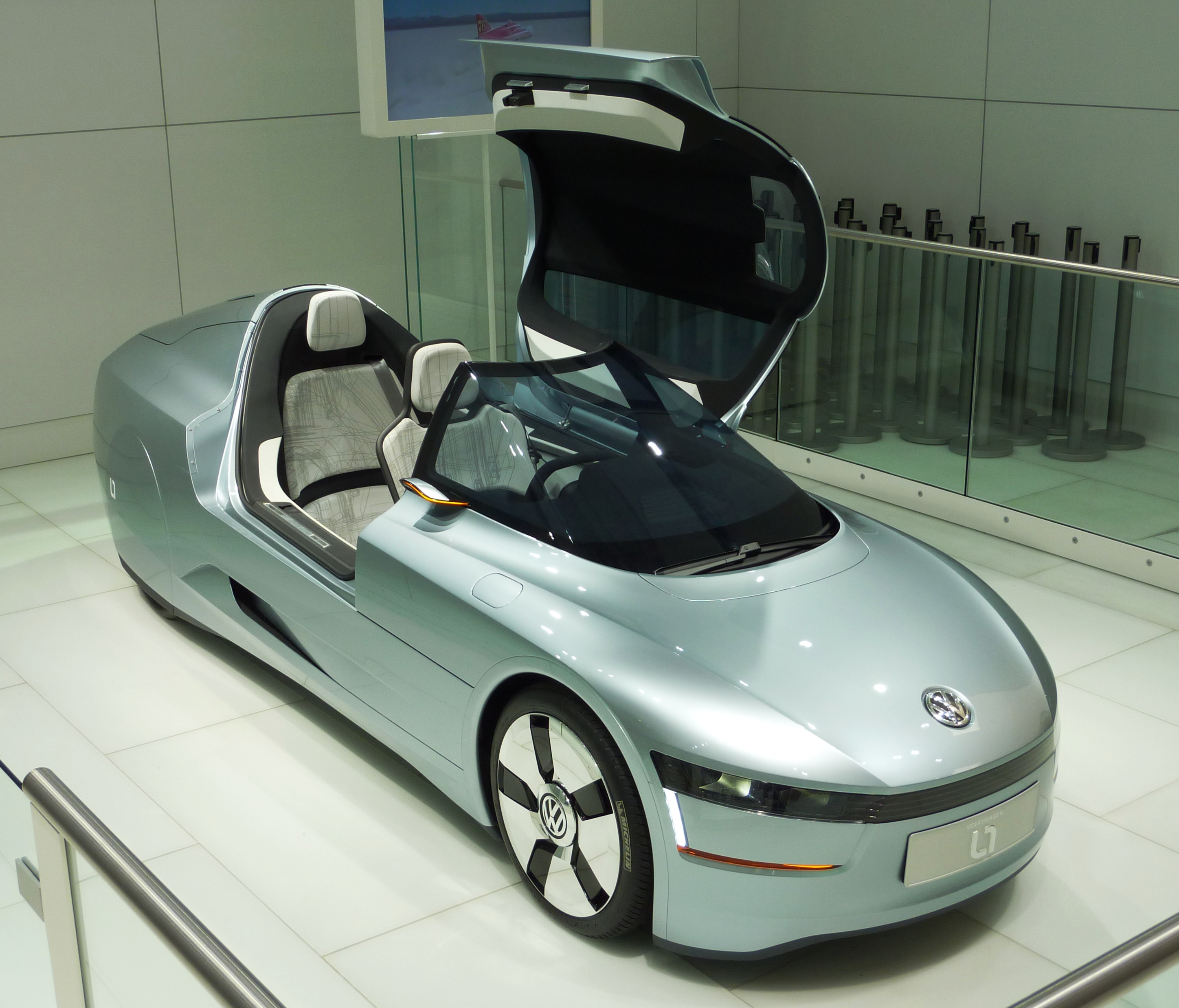
فولکس‌واگن ایکس‌ال۱ مدل ۲۰۰۹

خودرو ۱-لیتری فولکس‌واگن با نام تجاری فولکس‌واگن ایکس‌ال۱ (به انگلیسی: Volkswagen XL1) یک خودرو مفهومی دو نفره طراحی شده توسط شرکت خودرو سازی فولکس‌واگن آلمان می‌باشد
این خودرو به منظور طی کردن مسیر ۱۰۰ کیلومتری با مصرف تنها یک لیتر سوخت دیزلی طراحی شده است